# Alberto Zum Felde
Alberto Zum Felde (Bahía Blanca, 30 de mayo de 1887, 1888 o 1889 - Montevideo, 6 de mayo de 1976) fue un crítico, historiador y ensayista uruguayo.

## Biografía
Nació en Bahía Blanca, provincia de Buenos Aires, Argentina.  Radicado desde muy niño en Uruguay, sus padres fueron Josefina Alberdi y Emilio Zum Felde.
Se vinculó desde muy joven a los círculos intelectuales montevideanos. Fue uno de los integrantes del cenáculo de Roberto de las Carreras, que se reunía en el Café Moka, situado en la calle Sarandí. Hacia 1908 comenzó a usar el pseudónimo de Aurelio del Hebrón, bajo el cual firmó su primer libro y su obra periodística. Su obra también se publicó en Apolo (revista de arte y sociología, dirigida por Manuel Pérez y Curis).
Al joven Zum Felde se lo recuerda por haber sido protagonista de un hecho memorable, que dio que hablar durante meses en la recatada Montevideo. Sin que mediara invitación alguna para hacerlo, tomó la palabra en el sepelio del poeta Julio Herrera y Reissig para pronunciar un encendido discurso en el cual acusaba a la hipocresía de la sociedad montevideana de entonces por las condiciones en las que había tenido que vivir sus últimos días el poeta. El periódico La Semana lo publicó en su edición del 26 de marzo de 1910.
En 1919 comenzó a ejercer la crítica literaria en la edición vespertina del diario El Día. En la década de 1920 dirigió la revista La Pluma cuyo último ejemplar (el número XIX) salió en septiembre de 1931. En esa época publicó también su Proceso Histórico del Uruguay (1920) y su Estética del 900 (1929).
En 1931, luego de publicar lo que tal vez sea su obra de mayor relevancia, Proceso Intelectual del Uruguay, realiza un viaje por Europa. En esa obra, el autor ordena y sintetiza la producción intelectual uruguaya, desde el lejano pasado colonial hasta el momento en que el libro fue escrito, desde una perspectiva que, como el mismo autor reconoció, es a la vez sociológica, psicológica y estética.
Fue funcionario de la Biblioteca Nacional, pasando en 1940 a ser Director, cargo del que se jubiló en 1944.
Hacia 1959 se convirtió al catolicismo, lo que motivó la composición de Cristo y nosotros. Sin embargo, al menos ya desde Aula Magna (1937) Zum Felde venía cuestionando la filosofía imperante en su tiempo.  
Fue uno de los nueve miembros fundadores de la Academia Nacional de Letras, creada por el Decreto Ley N.º 10.350 del 10 de febrero de 1943. En 1957 se le otorgó el Premio Nacional de Literatura y en 1968, el gran Premio Nacional de Literatura.
Arturo Ardao ha señalado la importancia de Zum Felde dentro de las corrientes americanas de la cultura y la filosofía.

## Selección de obras
- El Huanakauri (1917).
- Proceso histórico del Uruguay: esquema de una sociología nacional (1919).
- Crítica de la literatura uruguaya (1921).
- Estética del 900 (1929).
- Proceso intelectual del Uruguay: crítica de su literatura (1930).
- Índice de la poesía uruguaya contemporánea (1933).
- Alción. Misterio en tres cielos (1934).
- Aula Magna o la Sibyla y el filósofo (1937).
- La literatura del Uruguay (1939).
- El ocaso de la democracia (1939).
- El problema de la cultura americana (1943).
- Índice crítico de la literatura hispanoamericana: la ensayística (1954).
- Índice crítico de la literatura hispanoamericana: la narrativa (1959).
- Cristo y nosotros. El problema religioso y la cultura contemporánea (1959).
- Diálogo Cristo-Marx (1971).